# IBM Aptiva
IBM Aptiva — серія персональних комп'ютерів компанії IBM, яка була представлена у вересні 1994 року, як заміна PS/1. У перших моделях використовувався процесор Intel 80486, в пізніших — Pentium і AMD Athlon. Всі моделі були розроблені компанією IBM, за винятком серії E, яку розробила фірма Acer. Виробництво Aptiva було припинено у травні 2001 року, коли IBM заявила, що йде з ринку домашніх комп'ютерів. Натомість споживачам був запропонований IBM NetVista, який позиціонувався як офісний комп'ютер. Всі моделі Aptiva мали вбудований модем і режим сну/глибокого сну «Rapid Resume».
У комплект IBM Aptiva входили системний блок, монітор, колонки, клавіатура і миша. Перші моделі поставлялися з IBM PC-DOS 6.3 і Windows 3.1. Моделі на базі Pentium з Windows 95 і IBM OS/2 «select-a-system» (PC-DOS 7/Windows 3.1/OS/2 Warp). 
Звук та модем на моделях M, A, C та S функціонували через адаптер IBM Mwave, проте він мав численні проблеми зі сумісністю та продуктивністю, і з часом його замінили стандартними модемами та звуковими картами. IBM врегулювала позов щодо власників Mwave, повернувши власникам Aptiva з Mwave невелику грошову плату, щоб вони могли придбати стандартні карти.